# Districte d'Affoltern
El Districte d'Affoltern és un dels 11 districtes del cantó de Zúric (Suïssa). Té una població de 45221 (cens de 2007) i una superfície de 113.01 km². Està compost per 14 municipis i el cap del districte és Affoltern am Albis.

## Municipis
| Escut              | Codi postal i Municipi  | Població (Dez. 2007) | Superfície en km² | Número SFOS |
| ------------------ | ----------------------- | -------------------- | ----------------- | ----------- |
| Aeugst am Albis    | 8914 Aeugst am Albis    | 1701                 | 7.87              | 0001        |
| Affoltern am Albis | 8910 Affoltern am Albis | 10.374               | 10.56             | 0002        |
| Bonstetten         | 8906 Bonstetten         | 4794                 | 7.42              | 0003        |
| Hausen am Albis    | 8915 Hausen am Albis    | 3235                 | 13.64             | 0004        |
| Hedingen           | 8908 Hedingen           | 3318                 | 6.59              | 0005        |
| Kappel am Albis    | 8926 Kappel am Albis    | 846                  | 7.87              | 0006        |
| Knonau             | 8934 Knonau             | 1701                 | 6.48              | 0007        |
| Maschwanden        | 8933 Maschwanden        | 569                  | 4.67              | 0008        |
| Mettmenstetten     | 8932 Mettmenstetten     | 4065                 | 13.11             | 0009        |
| Obfelden           | 8912 Obfelden           | 4465                 | 7.54              | 0010        |
| Ottenbach          | 8913 Ottenbach          | 2296                 | 4.98              | 0011        |
| Rifferswil         | 8911 Rifferswil         | 812                  | 6.50              | 0012        |
| Stallikon          | 8143 Stallikon          | 2811                 | 12.01             | 0013        |
| Wettswil am Albis  | 8907 Wettswil am Albis  | 4234                 | 3.77              | 0014        |
|                    | Total (14)              | 45'221               | 113.01            | 0101        |